# ارتشتاران‌سالار
اَرتِشتاران‌سالار، ظاهراً بلندپایه‌ترین مقام نظامی پس از شاه در زمان ساسانیان بود. اولین بار در خدای نامگ به مهرنرسه (رئیس وزرای یزگرد اول)، وهرام اول (گور) و یزدگرد دوم در نیمه دوم قرن پنجم اشاره شده‌است. مهرنرسه سه پسر داشت که بزرگترین هیربدان هیربد (رئیس موبدان معبد)، دومی رئیس مالیات گیرها با عنوان «واست ریوشان سالار» (رئیس کشتکارها) و سومی سرفرمانده ارتش، با عنوان ارتشتاران سالار بود. طبری اضافه می‌کند که این عنوان از اسپهبد (فرمانده) بالاتر و از ارگبد (مقامی که برای خانواده‌های اشرافزاده محفوظ مانده بود) پائین‌تر بود.
هر دو عنوان «واست ریوشان سالار» و «ارتشتاران‌سالار» در نقش‌های طبقات ساسانی در اوستا شنیده می‌شوند (دام‌پرور و جنگجو). احتمالاً آنها به یکدیگر وابسته شده‌اند، و از آنجایی که هیچ مدرک کهنه تری برای آنها نداریم، بایستی توسط مهرنرسه ساخته شده باشند. بر اساس گواهی پروکوپیوس، ارتشتاران سالار، تحریف شده اَدرَستَدارَن سَلانیس بوده‌است، که به نظر می‌رسد عنوان «یک سهپسالار منصوب شده با قدرت کاملاً استثنائی» در دهه‌های اول قرن ششم باشد.
در زامیاد یشت، مردم نسبت به پیشه‌ای که داشتند، به ۳ گروه تقسیم می‌شدند: آثرونان (پیشوایان دینی)، رثه اشتران (ارتشتاران)، واستریوشان (برزیگران). آغاز این تقسیم‌بندی که در زمان ساسانیان با پیدایش گروه چهارمی به نام پیشه‌وران به اوج مرزبندی دقیق خودمی‌رسد، معلوم‌نیست، اما در کارنامهٔ اردشیر بابکان به عنوان ارتشتاران سالار اشاره شده‌است. وجود مقامی به نام ایران سپاهبد در همین دوره مانع از آن است که ارتشتاران سالار را به‌طور قطع بلندپایه‌ترین مقام نظامی بدانیم. با این‌همه، گمان می‌رود که به‌ویژه از زمان انوشیروان به بعد، سرداران و فرماندهان بزرگ که شمارشان زیاد نبوده‌است، سپاهبد نامیده می‌شدند.
به گزارش طبری مقام ارتشتاران سالار بالاتر از سپاهبد و پائین‌تر از ارگبد بوده‌است. در نسخ تاریخ طبری این عنوان به صورتهای تصحیف‌شده آمده‌است. در هرحال، از زمان قباد به بعد در منابع تاریخی اشاره‌ای به ارتشتاران سالار نمی‌شود و از قراین چنین پیدا ست که ارتشتاران سالار عنوان دیگری برای ایران سپاهبد بوده، و انوشیروان آن را منسوخ کرده‌است. به گزارش پروکوپیوس فرماندهی به نام سِئوسِس (سیاوش) تنها کسی بوده‌است که به پاداش خدماتی که کرده بود، به مقام ارتشتاران سالاری رسیده، و قباد پس از اعدام او عنوان وی را هم برداشته است. از نظر پرویز رجبی، روایت طبری (که در سدهٔ ۵ م یکی از پسران مهرنرسه به نام کارد (کاردار)، عنوان ارتشتاران سالار داشته‌است) از این روی قابل اعتماد نیست. به گفته زوندرمان، گزارش پروکوپیوس مبنی بر اینکه سیاوش آخرین کسی بوده که عهده‌دار این سمت بوده‌است، موثق تر از دیگر گزارشش است که می‌گوید سیاوش اولین تنها دارنده این عنوان بوده‌است.
در کارنامه اردشیر بابکان، این مقام به زمان حکمرانی اردشیر اول (۲۲۶–۲۴۱ م) بر می‌گردد، ولی این بدین معنی است که در اواخر دوره ساسانی یا بعد از فروپاشی آن، نویسنده یا اصلاح‌کننده این کتاب از وجود این مقام آگاهی داشته‌است.

## لاتین
1. ↑  ARTĒŠTĀRĀN SĀLĀR
2. ↑  hērbedān hērbed
3. ↑  wāst(a)ryōšān sālār
4. ↑  vāstryō fšuyant
5. ↑  raθaēštā
6. ↑  adrastadáran salánēs
7. ↑  Seósēs